# 全港運動會
全港運動會（英語：The Hong Kong Games，簡稱港運會）是香港一個綜合運動會，創辦於2007年，每兩年舉行一屆，並以全香港十八區作為參賽單位。舉辦港運會目的是在社區上提供更多體育參與、交流和合作機會，藉此促進十八區之間的溝通和友誼，使各有關單位的合作伙伴關係得以進一步體現和落實，加強社區的凝聚力。此外，更可進一步推廣社區「普及體育」的文化，以及提高香港的運動水平。
全港運動會的會徽為3個排列成「18」字樣的環，象徵香港十八區一同參與全港運動會。三個環同時能代表香港島、九龍及新界，亦象徵參與舉辦港運會的單位包括體育委員會、十八區區議會與地區體育會，及中國香港體育協會暨奧林匹克委員會與各有關體育總會合作無間；旁邊的幼線，為設計增添動感活力，也寓意十八區活力充沛；而紅色可彰顯運動員的活力，橙棕色和藍色則分別代表在室內和户外進行的比賽。

## 主辦機構
主辦
- 體育委員會

統籌
- 社區體育事務委員會

協辦
- 十八區區議會
- 中國香港體育協會暨奧林匹克委員會
- 相關的體育總會
- 康樂及文化事務署

## 參賽資格
- 必須由所屬區議會提名，並以該區議會的名義參加比賽；
- 持有有效的香港永久性居民身份證，或持有有效的香港居民身份證並居港滿三年；
- 在所屬的地區居住；
- 只可代表一個區參賽；
- 凡獲選代表香港參加奧林匹克運動會、亞洲運動會、東亞運動會、全運會、全國城市運動會、世界錦標賽或亞洲錦標賽的運動員，均不得參加；
- 田徑比賽參加者必須年滿16歲，籃球比賽參加者必須年滿12歲，乒乓球及羽毛球比賽參加者年齡不限。

## 計分方式
各個別體育項目按次序為所代表的分區取得分數，由冠軍至第八名的分數依次序為10分、8分、7分、6分、5分、4分、3分和2分，即第一名得10分，第二名得8分，如此類推，第九名或之後均得1分。在所有項目中，每個分區各參賽代表獲得的分數會相加起來，總和最高的首三個分區將可分別獲得有關項目的「全場總冠、亞、季軍」獎項；同分則以取得冠軍次數較多者為勝方；若仍然相同，則以取得亞軍次數較多者為勝方，如此類推，直至分出名次為止。若全部成績相同、並且是同分數和同名次，則有關分區將一同獲得相同的獎項。

## 歷屆賽事

### 歷屆全場優勝隊伍
| 屆度  | 年份   | 總冠軍     | 總亞軍     | 總季軍     |
| ----- | ------ | ---------- | ---------- | ---------- |
| 第1屆 | 2007年 | 葵青區     | 元朗區     | 屯門區     |
| 第2屆 | 2009年 | 元朗區     | 沙田區     | 九龍城區   |
| 第3屆 | 2011年 | 元朗區     | 沙田區     | 中西區     |
| 第4屆 | 2013年 | 元朗區     | 東區       | 九龍城區   |
| 第5屆 | 2015年 | 元朗區     | 沙田區     | 黃大仙區   |
| 第6屆 | 2017年 | 元朗區     | 中西區     | 東區       |
| 第7屆 | 2019年 | 元朗區     | 沙田區     | 北區       |
| 第8屆 | 2021年 | 因疫情停辦 | 因疫情停辦 | 因疫情停辦 |
| 第9屆 | 2024年 | 元朗區     | 油尖旺區   | 沙田區     |

### 第一屆港運會
第一屆港運會於2007年4月21日至5月6日舉行，比賽場地包括：香港公園體育館、九龍公園體育館、青衣運動場及歌和老街壁球及乒乓球中心，設有田徑、籃球、羽毛球及乒乓球四個比賽項目。總冠軍由葵青區奪得。

### 第二屆港運會
第二屆港運會於2009年5月9日至31日舉行，設有田徑、羽毛球、籃球、游泳、乒乓球和網球六個比賽項目，共有2,307名來自十八區區議會的運動員參加。總冠軍由元朗區以13金11銀12銅奪得。

### 第三屆港運會
第三屆港運會於2011年5月14日至6月5日舉行，比賽項目將增至八項，預可吸引3,000名運動員參加；今屆增設「獲得最多金牌的社區」及「最佳進步社區」獎項，預算經費約一千五百萬港元，比上屆增加約五百萬。今屆的比賽項目，除以往的田徑、羽毛球、籃球、乒乓球、游泳、網球外，將新增五人足球及排球。另外，大會將舉辦連串活動鼓勵市民參與，包括大型開幕及閉幕典禮、運動員示範及交流活動、十八區啦啦隊大賽、投票選出最支持的體育社區和競猜全場總冠軍等等。總冠軍由元朗區以12金6銀15銅的成績奪得。

### 第四屆港運會
第四屆港運會於2013年4月27日舉行揭幕典禮，仍然設有8個比賽項目，包括田徑、羽毛球、籃球、五人足球、游泳、乒乓球、網球及排球。總冠軍由元朗區以14金9銀9銅奪得。

### 第五屆港運會
第五屆港運會於2015年4月25日至5月31日舉行。

### 第六屆港運會
第六屆港運會於2017年4月23日至5月28日舉行。第六屆港運會繼續設有8個體育比賽項目，包括田徑、羽毛球、籃球、五人足球、游泳、乒乓球、網球及排球。

### 第七屆港運會
第七屆港運會於2019年4月28日至6月2日舉行。

### 第八屆港運會（停辦）
第八屆港運會原定於2021年4月23日至5月28日舉行，但受2019冠狀病毒病疫情影響，當局在2020年10月7日宣佈運動員選拔延至2021年4月開始，而港運會亦因此順延至2022年3月開始，惟最後於2022年4月1日宣佈停辦該屆全港運動會。

### 第九屆港運會
第九屆港運會，將增設四項示範項目，包括：滑板、運動攀登、霹靂舞和女子五人足球，吸引青年參與。

## 大會主題曲
《人人起勁》（自2011年第三屆港運會起開始採用）
- 主唱：容祖兒
- 作曲：張家誠
- 填詞：夏至
- 編曲：Adrian Chan
- 監製：舒文

## 開幕禮主持（無綫電視）
| 年份 | 主題                              | 主持                           | 監製   | 編審   | 行政長官 |
| 2007 | 第一屆全港運動會開幕典禮          |                                |        |        | 曾蔭權   |
| 2009 | 第二屆全港運動會開幕典禮          | 陳芷菁、李浩林、周子駒         |        |        | 曾蔭權   |
| 2011 | 人人起勁 第三屆全港運動會開幕典禮 | 陳芷菁、李浩林、李思雅         | 李漢源 |        | 曾蔭權   |
| 2013 | 全民起動 第四屆全港運動會開幕典禮 | 李思雅（旁白）                 | 李漢源 | 徐家祥 | 梁振英   |
| 2015 | 全城躍動 第五屆全港運動會開幕典禮 | 陳芷菁、鄭丹瑞、梁嘉琪         | 李漢源 |        | 梁振英   |
| 2017 | 全城躍動 第六屆全港運動會開幕典禮 | 鄭丹瑞、吳家樂、陳貝兒、蔡康年 | 李漢源 | 文月清 | 林鄭月娥 |
| 2019 | 全城躍動 第七屆全港運動會開幕典禮 | 區永權、麥美恩、陸浩明         | 陳金勝 | 陳燕華 | 林鄭月娥 |
| 2022 | 全城躍動 第八屆全港運動會開幕典禮 |                                |        |        | 李家超   |
| 2024 | 全城躍動 第九屆全港運動會開幕典禮 | 陸浩明、麥美恩                 |        |        | 李家超   |
| 2026 | 全城躍動第十届全港運動會開幕典禮  |                                |        |        | 李家超   |

## 外部連結
- 全港運動會（页面存档备份，存于）